# Kinetoskop
Et Kinetoskop er en filmfremviser, der blev udviklet i slutningen af 1800-tallet. 
Kinetoskopet består af en kasse med et hul, som tilskueren kan kigge igennem. Inden i kinetoskopet bevægede en række billeder sig over en lyskilde, hvilket gav illusionen om bevægelse. Konceptet blev beskrevet af Thomas Edison i 1888 og udviklet mellem 1889 og 1892 primært af Edisons medarbejder William Kennedy Laurie Dickson.  
Den første fremvisning af ”levende billeder” fandt sted i 1894 i New York under brug af 10 kinetoskoper. Edison og hans medarbejdere valgte ikke at patentere kinetoskopet. Det medførte, at kinetoskopet og brugen heraf hurtigt spredte sig. Senere blev teknologien afløst af filmfremvisning med billedet projeceret op på et lærred, som det kendes i dag i biografer.
- Wikimedia Commons har flere filer relateret til Kinetoskop

| Film | Spire Denne filmartikel er en spire som bør udbygges. Du er velkommen til at hjælpe Wikipedia ved at udvide den. |